# Pranas Mažeika (Basketballspieler)
Pranas Mažeika (* 15. August 1917 in Belorezk, Baschkortostan, Russland; † 18. September 2010 in Chicago, USA) war ein litauischer Sportsoldat und Basketball-Spieler. Er gewann zwei Gold-Medaillen mit der litauischen Basketballnationalmannschaft bei Basketball-Europameisterschaft 1937 und Basketball-Europameisterschaft 1939.

## Leben
1938 absolvierte er das Aušros-Jungengymnasium in Kaunas.
1939 absolvierte er die Kriegsschule Kaunas. Von 1939 bis 1944 absolvierte er das Studium der Medizin an der Vytautas-Magnus-Universität Kaunas und wurde Arzt. 1944 emigrierte er in den Westen und 1949 in die USA. 35 Jahre arbeitete er als Arzt. 1985 trat er in den Ruhestand.